# Summer World University Games 2023
Die Jekaterinburg 2023 FISU World University Games, kurz: Jekaterinburg 2023, sollten die 32. „Welthochschulspiele“ im Sommer (vorm.: Sommer-Universiade) sein und vom 8. bis 19. August 2023 in der russischen Stadt Jekaterinburg ausgetragen werden.
Jekaterinburg war zuvor schon Schauplatz zahlreicher internationaler Sportereignisse und Russland wäre damit nach Kasan im Jahr 2013 und Krasnojarsk im Jahr 2019 zum dritten Mal Gastgeberland von Welthochschulspielen gewesen. Die Eröffnungs- und Schlussfeier waren für den 8. bzw. 19. August in der Jekaterinburg-Arena vorgesehen. Zum ersten Mal in der Geschichte der Spiele sollten sie von einem künstlerischen Nebenprogramm begleitet werden, das aus drei Kunstkategorien besteht: Vokal-Instrumental-Auftritten, Choreografien und öffentlicher Kunst. Am 29. April 2022 wurde bekanntgegeben, dass die Wettkämpfe nicht in Jekaterinburg stattfinden werden würden, als Reaktion auf den russischen Überfall auf die Ukraine. Stattdessen wurden vom 28. Juli bis 8. August 2023 die verschobenen Summer World University Games 2021 in Chengdu nachgeholt.

## Sportstätten und Infrastruktur
In anfänglichen Gesprächen war geplant 19 Veranstaltungsorte zu nutzen, von denen nur sechs gebaut werden müssten. Später präsentierte sich Jekaterinburg als „kompaktes Zentrum“, in dem die Wettkämpfe in insgesamt 28 Sportstätten stattfinden würden, von denen 20 derzeit aktiv sind und von den weiteren acht geplanten Austragungsorten nur einer speziell für die Spiele gebaut werden müsste.
Ende Juni 2020 wurden per Regierungsverordnung die notwendigen Baumaßnahmen für das Sportfest festgelegt. Das Dokument listete insgesamt 57 Vorhaben: Die Aufgaben umfassten neben der Errichtung und Sanierung von Sportstätten, dem Universiade-Dorf (Gebäudekomplexen mit jeweils 10 bis 14 Etagen für 11.000 Athleten und Betreuer), neue Kanalisationsleitungen, Kläranlagen, die Sanierung wichtiger Straßen, die Gebäuderenovierung des örtlichen Infektionsschutzes, die Infrastruktur für Fernsehübertragungen, Intranet und Telefon als auch ein medizinisches Zentrum, in dem 600 Patienten pro Tag behandelt werden könnten.

## Teilnehmer und Sportarten
Vertreter aus gut 150 Ländern wären erwartet worden, darunter mehrere tausend Athletinnen und Athleten. Zu den 15 FISU-Pflichtsportarten hatte Jekaterinburg Boxen, Siebener-Rugby und Sambo gewählt.

## Bewerberstädte
Kurz nachdem Kasan in die Konkurrenz um die Europäischen Spiele 2023 eingetreten war, bewarb sich Jekaterinburg Mitte Februar 2019 für die Sommeruniversiade 2023, und so konnte die FISU am Vorabend der Winteruniversiade in Krasnojarsk bekannt geben, eine förmliche Mitteilung der Stadt über die Absicht der Austragung erhalten zu haben. Wenig später wurden im April in zweitägigen Gesprächen das Bewerbungsverfahren und das Bewerbungskonzept vorgestellt. Am 2. Juli 2019 wählte das FISU-Exekutivkomitee auf seiner Sitzung im Rahmen der Universiade in Neapel mit 23:0 Stimmen Jekaterinburg, das ohne Mitbewerber geblieben war, zum Austragungsort der Spiele 2023.

### Kritik
Der kanadische Anwalt Richard McLaren enthüllte, dass die Sommer-Universiade 2013 in Kasan als „Probelauf“ für das von Russland inszenierte Dopingsystem bei Veranstaltungen wie den Olympischen und Paralympischen Winterspielen 2014 in Sotschi genutzt wurde.
Dennoch bewerbe sich Russland trotz des Dopingskandals und Ausschlusses von internationalen Wettkämpfen, der das Land in bestimmten Kreisen zu einem sportlichen Paria gemacht hat, um eine hochkarätige Veranstaltung innerhalb der olympischen Bewegung.
So bekundete Russland auch seine Absicht, sich für die Olympischen Jugend-Winterspiele 2024 zu bewerben, um sich nach der systematischen Manipulation der Anti-Doping-Kontrollen bei großen Sportveranstaltungen wieder zu integrieren. In Folge des russischen Überfalls auf die Ukraine wurde Jekaterinburg die Austragung der Veranstaltung Ende April 2022 schließlich entzogen und durch das eigentlich 2021 vorgesehene aber aufgrund der COVID-19-Pandemie nach hinten verschobene chinesische Chengdu ersetzt.

## Finanzen
Das Projekt sollte ein Gesamtvolumen von umgerechnet fast 1,2 Milliarden Euro haben. Aufgebracht werden sollte der Betrag durch 58,6 Milliarden Rubel (über 700 Millionen Euro bei 1 Euro = 84,91 Rubel) aus dem Staatshaushalt für den Bau von Infrastruktur und Sportstätten, 13,8 Milliarden Rubel aus dem Budget der Oblast Swerdlowsk und 28,5 Milliarden Rubel sollten private Investoren und sonstige Quellen wie Sponsoren beitragen.